# Astragalus takhtadzhjanii
Astragalus takhtadzhjanii är en ärtväxtart som beskrevs av Aleksandr Alfonsovitj Grossgejm. Astragalus takhtadzhjanii ingår i släktet vedlar, och familjen ärtväxter. Inga underarter finns listade i Catalogue of Life.